# Lijst van burgemeesters van Gerverskop
Dit is een lijst van burgemeesters van de voormalige Nederlandse gemeente Gerverskop (ook wel Gerverscop) tot die gemeente in 1857 opging in de gemeente Harmelen.
| Ambtsperiode | Naam burgemeester          | Partij of stroming | Bijzonderheden |
| ------------ | -------------------------- | ------------------ | --- |
| 18?? - 1848  | Cornelis Johannes Nagtglas |                    | |
| 1848 - 1849  | Johannes (J.) Ebskamp      |                    | |
| 1850 - 1857  | Jan Carel de Bruyn         |                    | tevens burgemeester van Teckop (1848-1857), Harmelen, Kockengen, Laag-Nieuwkoop en Veldhuizen (alle vier 1850-1866) |